# Шагмансурлу
Шагмансурлу (азерб. Şahmansurlu) — село у Кельбаджарському районі Нагірно-Карабаської Республіки. Село розташоване за 40 км на північний захід від Степанакерта, за 55 км на південний захід від Мартакерта та за 10 км на захід від траси «Північ-Південь», поруч з селами Ванк, Ґарнакар та Цмакаох.

## Пам'ятки
В селі розташована церква 19 ст., цвинтар 18-19 ст. та джерело 19 ст.